# Petria Thomas
Petria Thomas (Lismore, Austràlia 1975) és una nedadora australiana, ja retirada, guanyadora de 8 medalles olímpiques.

## Biografia
Va néixer el 25 d'agost de 1975 a la ciutat de Lismore, població australiana situada a la província de Nova Gal·les del Sud.

## Carrera esportiva
Va participar, als 20 anys, en els Jocs Olímpics d'Estiu de 1996 realitzats a Atlanta (Estats Units), on va aconseguir guanyar la medalla de plata en la prova dels 200 metres papallona, l'única prova que disputà. En els Jocs Olímpics d'Estiu de 2000 realitzats a Sydney (Austràlia) va aconseguir guanyar tres medalles: la medalla de plata en la prova de relleus 4x200 m. papallona i relleus 4x100 m. estils, i la medalla de bronze en la prova de 200 metres papallona, a més d'obtenir la quarta plaça (i diploma olímpic) en la prova dels 100 m. papallona. En els Jocs Olímpics d'Estiu de 2004 realitzats a Atenes (Grècia) aconseguí guanyar quatre medalles: la medalla d'or en les proves de relleus 4x100 metres lliures, relleus 4x100 m. estils i 100 m. papallona, i la medalla de plata en la prova de 200 m. papallona, a més de finalitzar quarta en els relleus 4x200 m. lliures (i obtenir així un nou diploma olímpic).
Al llarg de la seva carrera ha guanyat 7 medalles en el Campionat del Món de natació, entre elles tres medalles d'or; 9 medalles en el Campionat del Món de natació en piscina curta, entre elles una medalla d'or; 12 medalles en els Jocs de la Commonwealth, nou d'elles d'or; i 5 medalles en el Campionat Panpacífic de natació.
Els anys 2001 i 2002 fou nomenada nedadora del Pacífic de l'any per la revista Swimming World Magazine.